# Callophrys sheridanii
Callophrys sheridanii is een vlinder uit de familie Lycaenidae. De wetenschappelijke naam van de soort werd in 1877 als Thecla sheridanii gepubliceerd door Edwards.

## Ondersoorten
- Callophrys sheridanii sheridanii
- Callophrys sheridanii neoperplexa Barnes & Benjamin, 1923
- Callophrys sheridanii comstocki Henne, 1940
  - = Callophrys comstocki Henne, 1940
- Callophrys sheridanii newcomeri Clench, 1963
- Callophrys sheridanii lemberti Tilden, 1963
  - = Callophrys lemberti Tilden, 1963
- Callophrys sheridanii paradoxa Scott, 1986
- Callophrys sheridanii pseudodumetorum Emmel, Emmel & Mattoon, 1998
  - = Callophrys perplexa pseudodumetorum Emmel, Emmel & Mattoon, 1998
- Callophrys sheridanii interrupta Austin, 1998
  - = Callophrys comstocki interrupta Austin, 1998
- Callophrys sheridanii sacramento Scott, 2006